# Habenaria rosulata
Habenaria rosulata är en orkidéart som beskrevs av Oakes Ames. Habenaria rosulata ingår i släktet Habenaria och familjen orkidéer.
Artens utbredningsområde är Filippinerna. Inga underarter finns listade i Catalogue of Life.